# Diócesis de Belfort-Montbéliard
La diócesis de Belfort-Montbéliard (en latín: Dioecesis Belfortiensis-Montis Beligardi y en francés: Diocèse de Belfort-Montbéliard) es una circunscripción eclesiástica de la Iglesia católica en Francia. Se trata de una diócesis latina, sufragánea de la arquidiócesis de Besanzón. Desde el 2 de octubre de 2021 su obispo es Denis Jean-Marie Jachiet.

## Territorio y organización
La diócesis tiene 1471 km² y extiende su jurisdicción sobre los fieles católicos de rito latino residentes en parte de la región de Borgoña-Franco Condado, comprendiendo: el departamento del territorio de Belfort, así como las localidades de Montbéliard, en el departamento de Doubs, y Héricourt, en el de Alto Saona.
La sede de la diócesis se encuentra en la comuna de Trévenans, mientras que en Belfort se halla la Catedral basílica de San Cristóbal.
En 2022 en la diócesis existían 36 parroquias agrupadas en 8 zonas pastorales.

## Historia
La diócesis fue erigida el 3 de noviembre de 1979 con la bula Qui divino consilio del papa Juan Pablo II, obteniendo el territorio de la arquidiócesis de Besanzón.

## Estadísticas
Según el Anuario Pontificio 2023 la diócesis tenía a fines de 2022 un total de 242 300 fieles bautizados.
| Año                                                                             | Población            | Población | Población      | Sacerdotes | Sacerdotes    | Sacerdotes    | Bautizados por sacerdote | Diáconos permanentes | Religiosos | Religiosos | Parroquias |
| Año                                                                             | Bautizados católicos | Total     | % de católicos | Total      | Clero secular | Clero regular | Bautizados por sacerdote | Diáconos permanentes | Varones    | Mujeres    | Parroquias |
| ------------------------------------------------------------------------------- | -------------------- | --------- | -------------- | ---------- | ------------- | ------------- | ------------------------ | -------------------- | ---------- | ---------- | ---------- |
| 1980                                                                            | 276 000              | 326 550   | 84.5           | 177        | 164           | 13            | 1559                     |                      | 13         | 23         | 137        |
| 1990                                                                            | 275 000              | 326 000   | 84.4           | 155        | 145           | 10            | 1774                     | 2                    | 16         | 116        | 135        |
| 1999                                                                            | 271 000              | 321 000   | 84.4           | 120        | 115           | 5             | 2258                     | 8                    | 5          | 59         | 134        |
| 2000                                                                            | 248 000              | 313 471   | 79.1           | 115        | 109           | 6             | 2156                     | 8                    | 6          | 81         | 134        |
| 2001                                                                            | 248 000              | 313 756   | 79.0           | 114        | 108           | 6             | 2175                     | 8                    | 6          | 71         | 134        |
| 2002                                                                            | 248 000              | 313 756   | 79.0           | 110        | 104           | 6             | 2254                     | 8                    | 6          | 68         | 134        |
| 2003                                                                            | 248 000              | 313 756   | 79.0           | 108        | 102           | 6             | 2296                     | 11                   | 6          | 69         | 134        |
| 2004                                                                            | 240 000              | 313 756   | 76.5           | 104        | 98            | 6             | 2307                     | 1                    | 6          | 69         | 134        |
| 2006                                                                            | 240 000              | 313 756   | 76.5           | 94         | 86            | 8             | 2553                     | 10                   | 8          | 51         | 134        |
| 2012                                                                            | 247 400              | 325 364   | 76.0           | 82         | 71            | 11            | 3017                     | 12                   | 12         | 31         | 133        |
| 2015                                                                            | 249 700              | 327 300   | 76.3           | 73         | 63            | 10            | 3420                     | 14                   | 10         | 23         | 130        |
| 2018                                                                            | 247 500              | 324 394   | 76.3           | 69         | 60            | 9             | 3586                     | 15                   | 9          | 23         | 130        |
| 2020                                                                            | 248 150              | 325 195   | 76.3           | 67         | 58            | 9             | 3703                     | 15                   | 9          | 23         | 36         |
| 2022                                                                            | 242 300              | 318 000   | 76.2           | 54         | 50            | 4             | 4487                     | 14                   | 4          | 19         | 36         |
| Fuente: Catholic-Hierarchy, que a su vez toma los datos del Anuario Pontificio. |                      |           |                |            |               |               |                          |                      |            |            |            |

## Episcopologio
- Eugène Georges Joseph Lecrosnier † (3 de noviembre de 1979-1 de marzo de 2000 retirado)
- Claude Pierre Charles Schockert (1 de marzo de 2000-21 de mayo de 2015 retirado)
- Dominique Marie Joseph Blanchet (21 de mayo de 2015-9 de enero de 2021 nombrado obispo de Créteil)
- Denis Jean-Marie Jachiet, desde el 2 de octubre de 2021